# Platysoma celatum
Platysoma celatum är en skalbaggsart som beskrevs av Lewis 1884. Platysoma celatum ingår i släktet Platysoma och familjen stumpbaggar. Inga underarter finns listade i Catalogue of Life.